# زبان قرقیزی
زبان قرقیزی یا تُرکی قرقیزی (به انگلیسی: Kyrgyz language) (به قرقیزی: Кыргыз тилиØŒ قیرعیز تیلی‎ØŒ Kyrgyz tili) زبان رسمی کشور قرقیزستان است ضمناً در چین نیز با آن تکلم می‌شود. زبان قرقیزی شباهت زیادی به زبان قزاقی دارد.
هر دو زبان از شاخه زبان‌های قبچاق از زبان‌های ترکی است.

## تاریخچه
این زبان که دارای حدود ۷ میلیون گویش‌ور در قرقیزستان و افغانستان و ترکیه و قزاقستان و روسیه می‌باشد و از خانواده زبان‌های ترکی بوده و با زبان قزاقی نزدیکی بسیاری دارد. قرقیزی در قزاقستان و قرقیزستان با الفبای سیریلیک (دارای سه حرف بیشتر از سیریلیک روسی) و در چین با الفبایی برگرفته از الفبای عربی نوشته می‌شود. پیش‌تر با الفبای لاتین نوشته می‌شد. زبان فارسی در سال‌های نه‌چندان دور در قرقیزستان رایج بوده‌است و هم در دانشگاه‌ها و هم در تعداد زیادی از مدرسه‌ها تدریس می‌شده‌است. بیشتر واژگان مربوط به دین و تجارت در قرقیزستان از واژگان فارسی گرفته شده‌است. برخی از زبان شناسان تعداد واژگان فارسی در زبان قرقیزی را مشتمل بر ۱۲۰۰ واژه می‌دانند ولی به نظر می‌رسد که بسیار بیشتر از این مقدار باشد.

## نمونه متن
ماده ۱ اعلامیه جهانی حقوق بشر
| خط سیریلیک قرقیزی | خط عربی قرقیزی | خط لاتین قرقیزی (بر اساس یانالیف) (۱۹۲۸–۱۹۳۸) | ترجمه فارسی |
| Бардык адамдар өз беделинде жана укуктарында эркин жана тең укуктуу болуп жаралат. Алардын аң-сезими менен абийири бар жана бири-бирине бир туугандык мамиле кылууга тийиш. | باردیق ادامدار ۅز به‌ده‌لینده جانا ۇقۇقتاریندا ه‌رکین جانا ته‌ڭ ۇقۇقتۇۇ بولۇپ جارالات. الاردین اڭ-سه‌زیمی مه‌نه‌ن ابئییری بار جانا بئری-بئرینه بئر تۇۇعاندیق مامئله قیلۇعا تییش.‎ | Bardьq adamdar ɵz ʙedelinde çana uquqtarьnda erkin çana teꞑ uquqtuu ʙolup çaralat. Alardьn aꞑ‑sezimi menen aʙijiri ʙar çana ʙiri‑ʙirine ʙir tuuƣandьq mamile qьluuƣa tijiş. | همه انسان‌ها آزاد به دنیا می‌آیند و از نظر حیثیت و حقوق برابر هستند. آنها دارای عقل و وجدان هستند و باید نسبت به یکدیگر با روحیه برادری رفتار کنند. |